# Hartemita excavata
Hartemita excavata är en stekelart som beskrevs av Chen, He och Ma 1998. Hartemita excavata ingår i släktet Hartemita och familjen bracksteklar. Inga underarter finns listade i Catalogue of Life.